# Lindernia cleistandra
Lindernia cleistandra é uma espécie botânica do gênero Lindernia pertencente à família Linderniaceae.